# Baby Huey
Baby Huey (* 17. August 1944 in Richmond, Indiana als James T. Ramey; † 28. Oktober 1970 in Chicago, Illinois) war ein US-amerikanischer Rock- und Soulsänger. Sein Künstlername geht auf die gleichnamige Comicfigur aus dem Hause Paramount Pictures zurück.
Ramey war Frontmann der ab Mitte der 1960er aktiven Gruppe Baby Huey & The Babysitters. Noch vor Abschluss der Aufnahmearbeiten zum Debütalbum verstarb Ramey, bekannt für seine Drogenabhängigkeit und sein extremes Übergewicht, am 28. Oktober 1970 in einem Motel in Folge eines Herzinfarkts im Alter von 26 Jahren.
Posthum erschien 1971 mit The Baby Huey Story: The Living Legend ein Album, das neben zwei Eigenkompositionen Rameys unter anderem mit mehreren Coverversionen aus dem Repertoire des auch als Produzenten fungierenden Curtis Mayfield aufwartete. Darüber hinaus waren Musikstücke von Sam Cooke und The Mamas & the Papas als auch reine Instrumentaltracks auf dem Album zu finden. The Baby Huey Story: The Living Legend gilt heute als bedeutender Einfluss auf die Entwicklung der Hip-Hop-Musik. Insbesondere der Song Hard Times wurde von einer Vielzahl an Künstlern durch Sampling aufgegriffen, darunter von A Tribe Called Quest, DJ Shadow, The Game, Ghostface Killah, Ice Cube, Lil Wayne, The Notorious B.I.G., Public Enemy und Swizz Beatz. Auf dem 2010 erschienenen Kollaborationsalbum Wake Up! von The Roots und John Legend ist ein Cover enthalten.

### Musikbeispiele
- Baby Huey & The Baby Sitters: Monkey Man (Single A) auf YouTube
- Baby Huey & The Baby Sitters: Messin' with the Kid (Single B) auf YouTube
- Baby Huey: Hard Times auf YouTube